# Kristina Krepela
Kristina Krepela (* 4. September 1979 in Zagreb) ist eine kroatische Schauspielerin. Einem breiteren Publikum wurde sie 2004 bekannt, als sie die Rolle der Princess Maria Theresa in Lady Musketier – Alle für Eine spielte. Weitere Bekanntheit erhielt sie durch die Telenovela Ne daj se, Nina in der Krepela die intrigante Barbara Vidić verkörperte. Seit dem Jahr 2003 war sie in mehr als 10 Film- und Fernsehproduktionen zu sehen.

## Filmografie (Auswahl)
- 2004: Lady Musketier – Alle für Eine
- 2007: Hunting Party – Wenn der Jäger zum Gejagten wird
- 2008: Ne daj se, Nina